# Écoles des mécaniciens de la Marine nationale
 (juillet 2014).
Si vous disposez d'ouvrages ou d'articles de référence ou si vous connaissez des sites web de qualité traitant du thème abordé ici, merci de compléter l'article en donnant les références utiles à sa vérifiabilité et en les liant à la section « Notes et références ».
| \| Localisation de St Mandrier · St Mandrier \| Localisation de St Mandrier |
| Localisation de St Mandrier · St Mandrier                                   |

L'École des apprentis mécaniciens de la Marine nationale fut fondée en 1831 a fermé définitivement ses portes en 1989.

## Historique

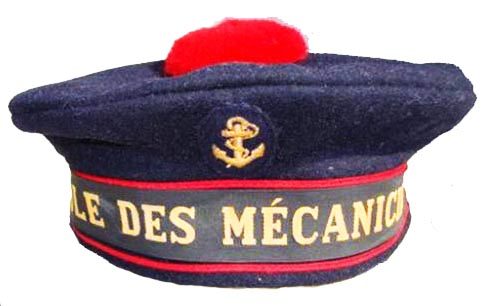
Bachi de l'école des mécaniciens

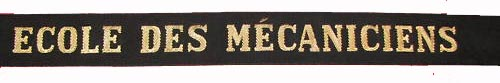
Ruban de bachi

La seconde moitié du XIXe siècle vit un essor prodigieux de la marine à vapeur. Des écoles furent installées à Brest et Toulon pour former des ouvriers mécaniciens et chauffeurs destinés à servir sur des bâtiments à vapeur, mais dépendant d'un corps militaire autonome avec des grades différents de celui de la hiérarchie militaire.
La Marine crée le 30 mai 1831, à Toulon, une compagnie d'ouvriers marins. En 1840 est créé le corps des ouvriers chauffeurs. Le corps de officiers mécaniciens est créé en 1860.
En 1861, des écoles théoriques et pratiques pour les ouvriers mécaniciens et chauffeurs furent instituées à Toulon et à Brest sous l'autorité du major de la Flotte. En 1879, l'école de Brest fut supprimée et en 1881, le préfet maritime propose au ministre de rétablir, non pas l'école des mécaniciens, mais une école auxiliaire. Cette proposition fut acceptée par décision ministérielle du 20 juin 1881 et l'école auxiliaire installée sur le Vulcain, situé sur la rive gauche de la Penfeld (Brest), reçut des mousses mécaniciens. Par la suite fut ouvert un cours de quartiers-maîtres mécaniciens aux ouvriers chauffeurs (effectif : 160 en 1883).
En 1883, le préfet maritime obtint le transfert de l'école auxiliaire dans les bâtiments libérés par les pupilles de la Marine (caserne Guépin). Un arrêté ministériel du 1er octobre 1886 organisa à Brest un cours d'apprentis mécaniciens; y étaient admis pour une période de deux ans, des apprentis ayant reçu une instruction spéciale à l'école des mousses et des jeunes gens recrutés sur concours.. Un arrêté du 10 juillet 1889 compléta cette organisation en créant un cours de quartiers-maîtres pour les mousses qui n'avaient pas été admis au cours d'apprentis.
L'arrêté du 27 janvier 1891 créa un cours préparatoire à l'emploi d'élèves mécaniciens à Brest et Toulon, et seul Brest eut un cours de quartiers-maîtres. A Brest, le cours à l'emploi d'élèves mécaniciens fut organisé rue de la Mairie et le Refuge, ancien navire ancré au fond de l'arsenal, servit pour les cours de chauffe.
A Toulon, le cours fonctionna à bord d'une frégate condamnée: L'Hermione, puis à terre, dans un immeuble désaffecté de la Marine. Les cours de chauffe avaient lieu à bord d'une batterie flottante: L'Implacable.
Un texte du 16 décembre 1891 stipulait que les apprentis des deux écoles seraient désormais nommés élèves mécaniciens à la même époque, une fois les examens terminés. Ce texte introduisait dans les programmes des cours d'électricité. L'arrêté du 25 novembre 1894 codifia le régime des permissions et le recrutement des professeurs. Un arrêté du 20 juillet 1895 modifiait les programmes en mécanique, physique, électricité, etc.

## Les Écoles
À partir de novembre 1900, trois écoles formèrent des mécaniciens :

### École des mécaniciens de Brest
Elle instruisait pendant 18 mois des élèves quartiers-maîtres mécaniciens; elle cessa son activité dès 1914.

### École des ouvriers mécaniciens de Lorient[2]

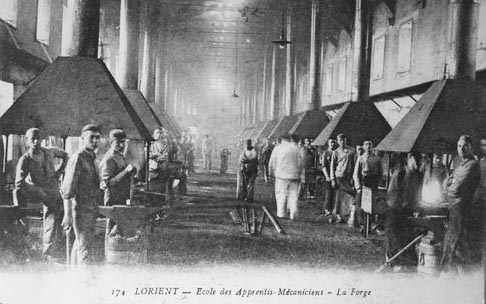
Atelier de la forge. Lorient

En novembre 1900, l’État-major constitué de trois officiers et quelques instructeurs accueillait la première promotion d'une centaine d'apprentis dans les anciens bâtiments de la Compagnie des Indes. L’arrêté de création ne sera publié qu’en décembre 1901.
L'arrêté du 28 juin 1907 en modifia le fonctionnement, à la suite de l'intégration des grades dans la hiérarchie militaire, et l'appellation devint « École des apprentis mécaniciens ». Cette école recrutait des jeunes gens entre 15 ans 9 mois et 17 ans avec un régime spécifique des écoles préparatoires de la Marine; après une période probatoire de trois mois et autorisation parentale, engagement pour une durée de cinq ans à la sortie de l'école. Le recrutement se faisait deux fois par an, en avril et en octobre. L'école formait des mécaniciens dans les spécialités d'ajusteur, tourneur, forgeron, chaudronnier cuivre, chaudronnier fer et fondeur-mouleur et à partir de 1924 des armuriers. Ils étaient appelés à embarquer sur des bâtiments de la Marine ou suivre le cours de mécanicien de l'aéronavale, à l'issue de deux années d'instruction théorique et pratique (effectifs: 1120 en 1904, 1374 en 1925).
On peut donc considérer que la première école d’apprentis mécaniciens de la Flotte fut créée à Lorient en novembre 1900. L’entrée du premier contingent eut lieu le 5 novembre 1900. Cette école fonctionnera, avec une courte interruption du 31 juillet 1914 au 1er mars 1915, jusqu'au 18 juin 1940, date de son évacuation partielle avant l'occupation allemande. Le 18 juillet un détachement militaire d'apprentis et d'instructeurs rejoint l'école de Saint-Mandrier; l'école est définitivement fermée. Les bâtiments sont détruits lors des bombardements de 1943. L'école ne sera pas rouverte.

### École de Toulon

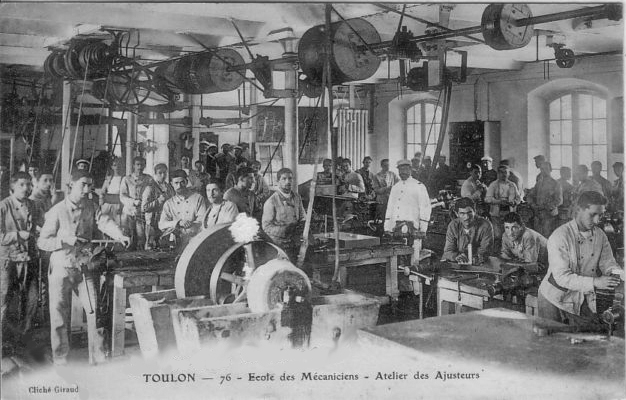
Atelier des ajusteurs. Toulon

Elle instruisait pendant deux ans des élèves mécaniciens; elle cessa de fonctionner en 1928.
En 1906, l'École des mécaniciens et des torpilleurs se trouve sur le Cécille, un croiseur de 1re classe, lancé à la Seyne en 1889, 6 000 tonnes, 10 200 ch., désarmé le 28 octobre 1927.
Par arrêté du 5 avril 1933 est créée à Toulon une École des mécaniciens et chauffeurs qui enseigne les mêmes spécialités qu'à Lorient avec une nouvelle spécialité: torpilleur. Cette école a effectivement accueilli la première promotion d'apprentis le 10 avril 1928 (cinq ans avant son officialisation).
Créée en 1923, une École de sous-officiers mécaniciens est rattaché à l'École de maistrance. Elle recrute sur concours, à partir de 17 ans, des élèves issus du civil et des écoles d'apprentis mécaniciens pour former en 15 mois les futurs cadres officiers mariniers.
Ces écoles étaient logées sur de vieux bâtiments désarmés: Patrie, Jules Michelet, Moselle (navire atelier des mécaniciens) et Rhône (navire des armuriers), embossés à l'Angle Robert (actuel quai d'honneur). Elle y est bientôt à l'étroit.
Voici des navires qui servirent d'Écoles de mécaniciens (liste non exhaustive) :
- Croiseur de 1re classe Chasseloup-Laubat, entre 1893 et 1911, construit à Cherbourg, 3 800 tonnes, 10 000 ch.
- Croiseur de 1re classe DuChayla, École des officiers mécaniciens entre 1895 et 1921, 3 800 tonnes, 10 000 ch., construit à Cherbourg.
- Croiseur de 2e classe Milan, École entre 1884 et 1908, 1 750 tonnes, 4 000 ch., construit à Saint-Nazaire.
- Cuirassé Brennus, École des mécaniciens de Lorient entre 1891 et 1919, 11 400 tonnes,14 000 ch., construit à Lorient.
- Cuirassé Jauréguiberry, École des mécaniciens à Toulon entre 1893 et 1920, 11 800 tonnes,15 800 ch., construit à la Seyne.
- Cuirassé Saint-Louis, École des mécaniciens chauffeurs à Lorient, entre 1896 et 1920, 11 200 tonnes, 14 500 ch.

En 1936, l'ingénieur général Mouly installe l'École des mécaniciens, chauffeurs et scaphandriers ainsi que l’École de maistrance section machine à Saint-Mandrier (Var) dans les locaux de l'ancien hôpital de la Marine.

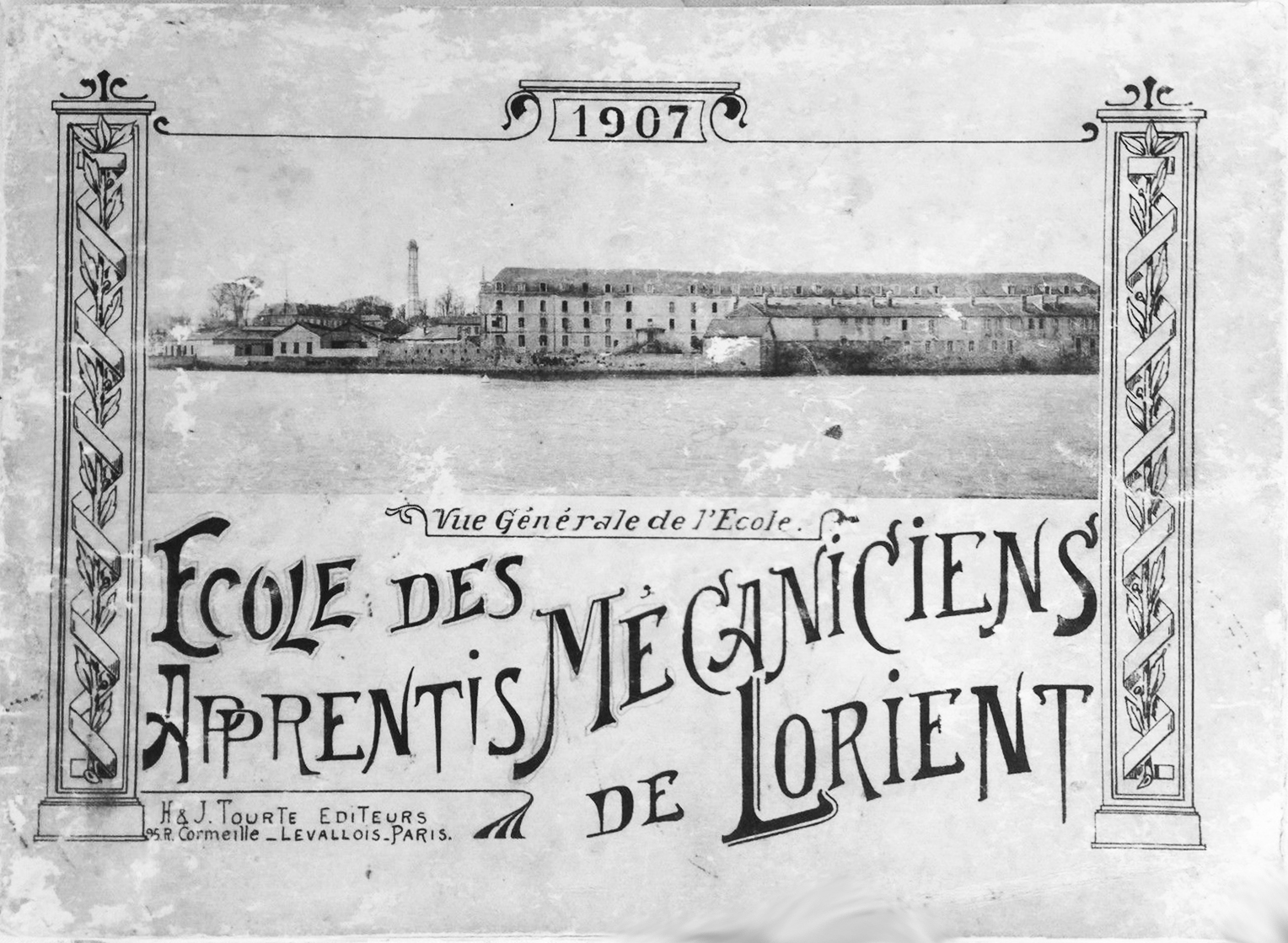
École de Lorient en 1907
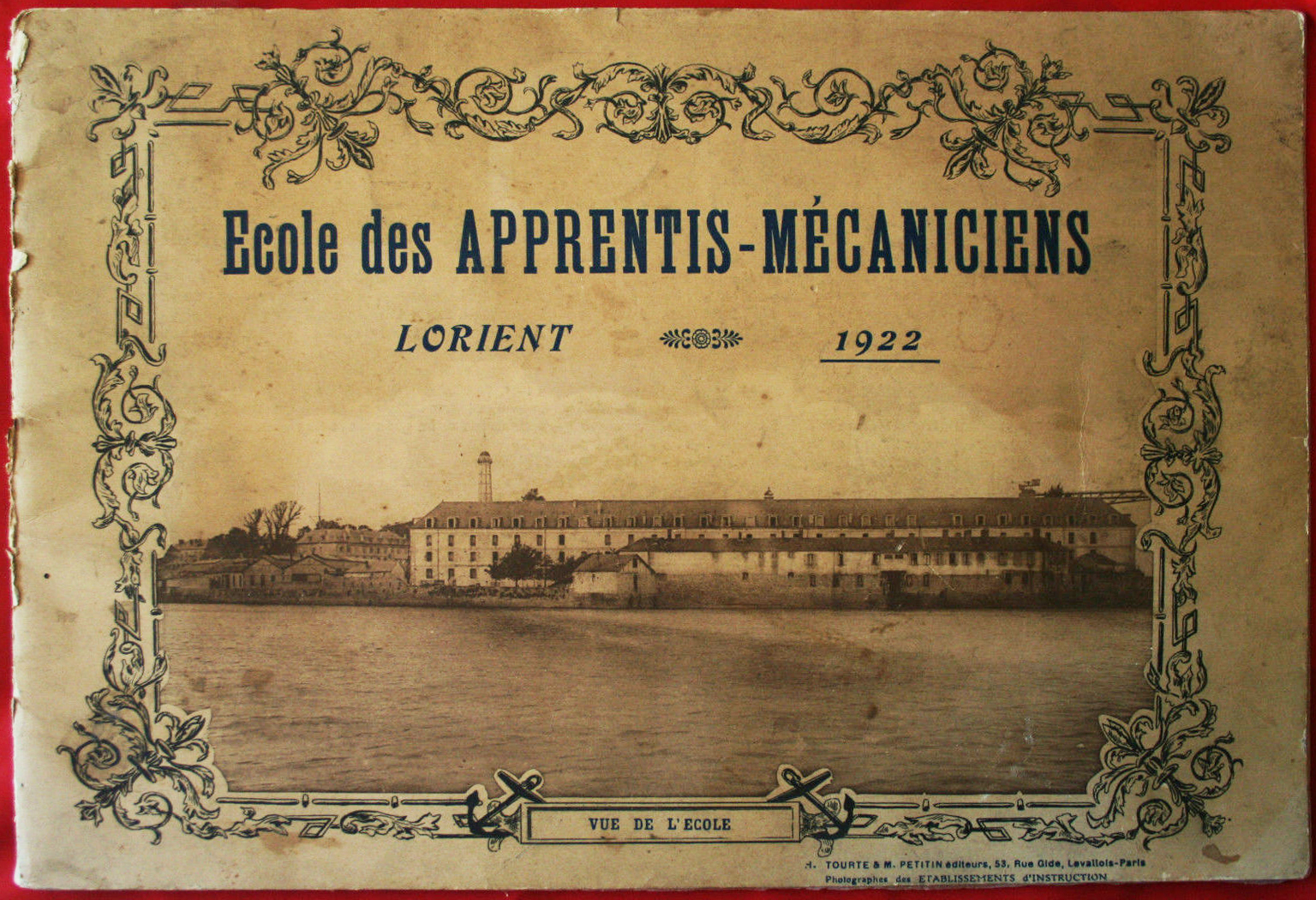
École de Lorient en 1922
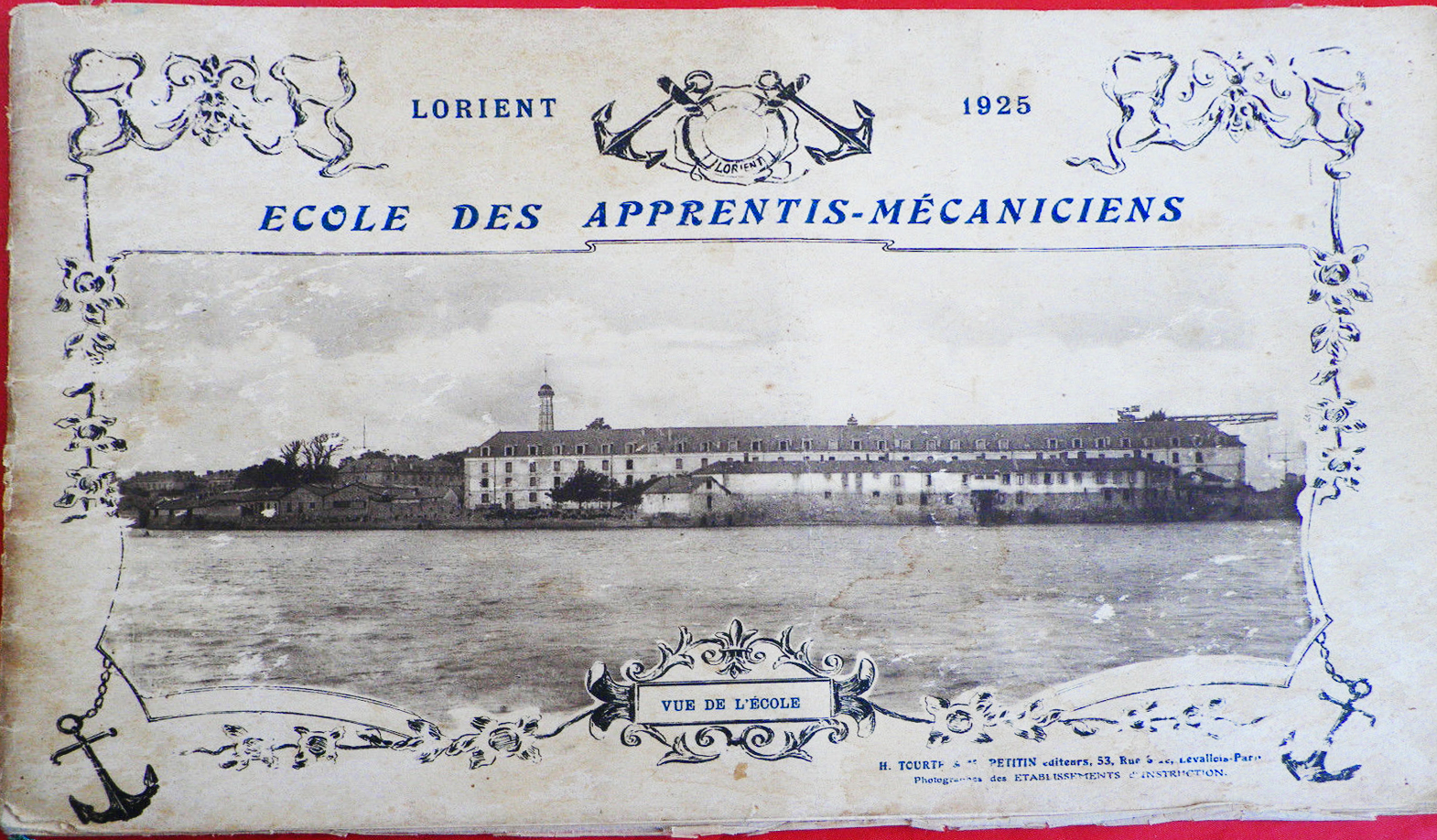
École de Lorient en 1925
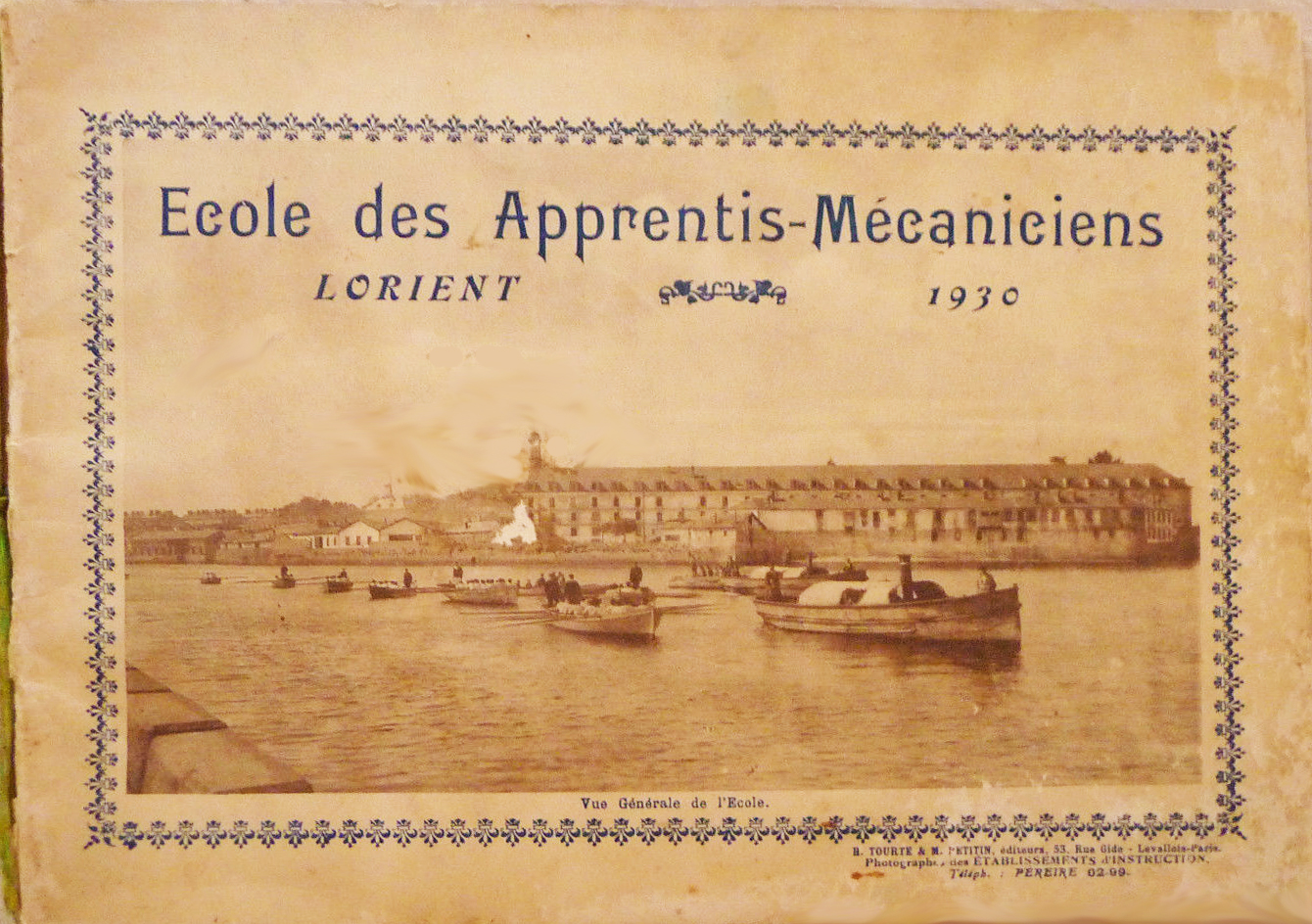
École de Lorient 1930
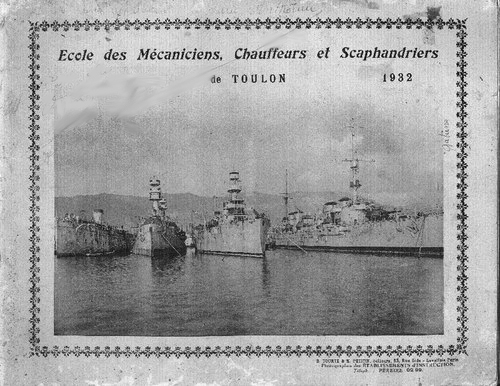
École de Toulon des mécaniciens chauffeurs 1932
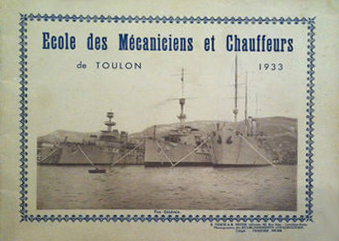
École de Toulon des mécaniciens chauffeurs 1933
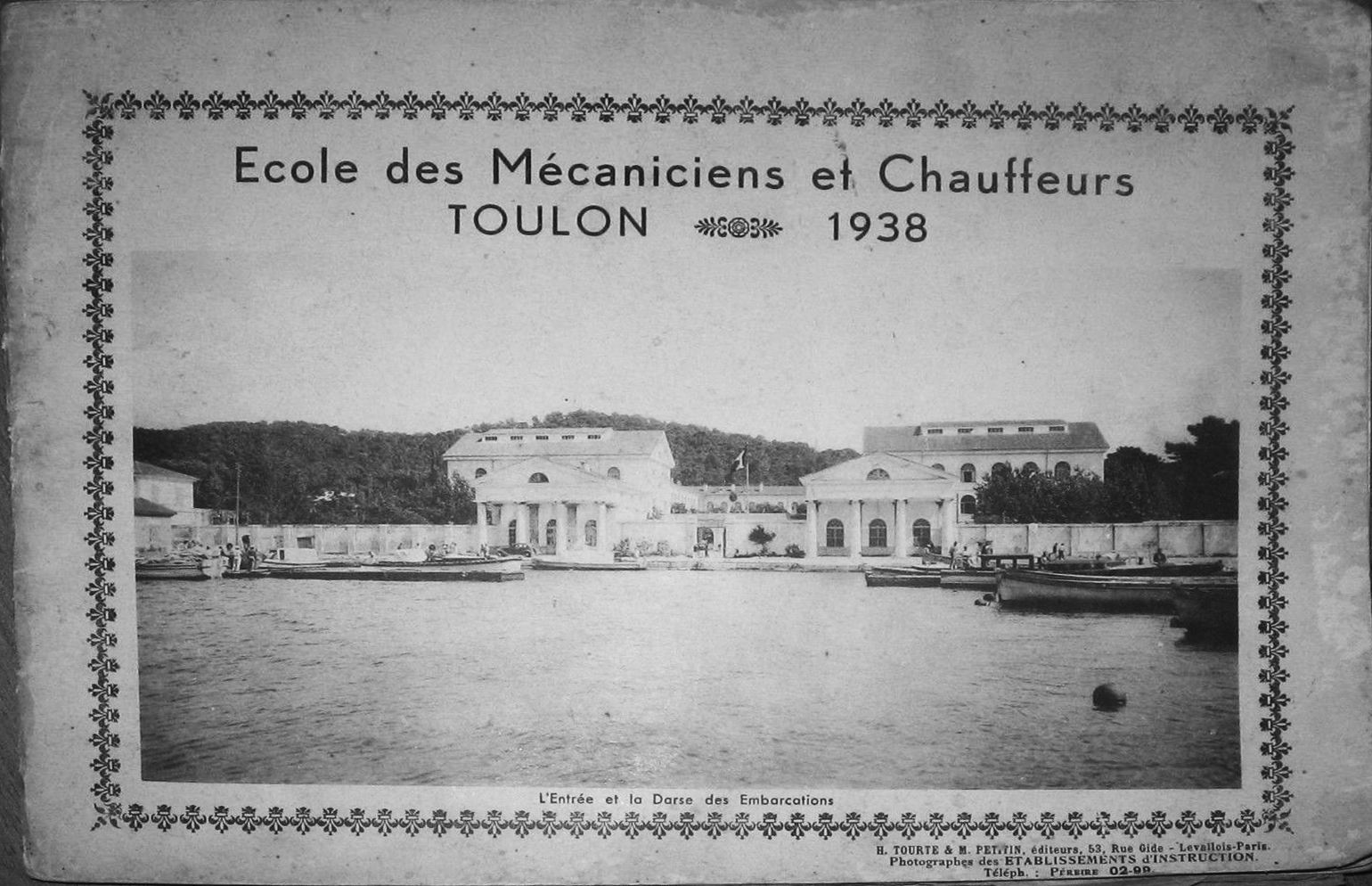
École de Saint-Mandrier 1938
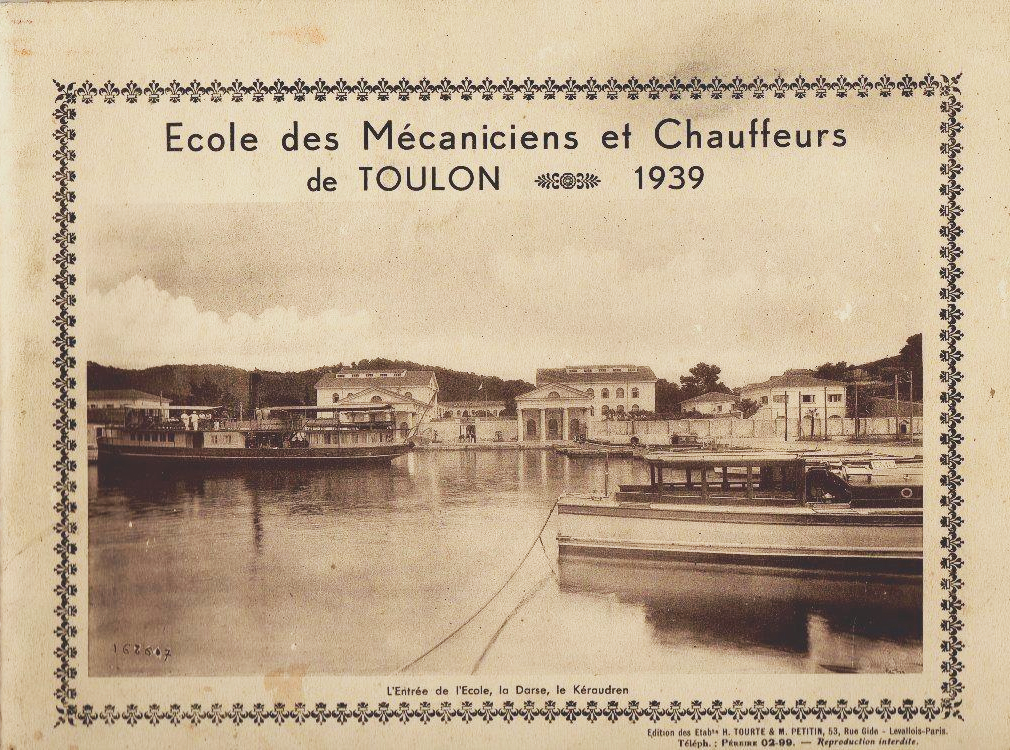
École de Saint-Mandrier 1939

## Histoire du P.E.M. Saint-Mandrier[4]
La Provence était du Ve au VIe siècle sous domination wisigothe jusqu'à leur défaite face aux Francs de Clovis. Elle passa ensuite sous la tutelle des Ostrogoths avant de devenir une puissante principauté sous le nom de comté de Provence. Son rattachement au royaume de France, qui remonte à 1483, fut l'œuvre de Louis XI. Le nom de Saint-Mandrier provient d'un guerrier wisigoth qui était chargé de la surveillance côtière de l'île (elle ne devint une presqu'île qu'au XVIIe siècle grâce aux courants marins qui ensablèrent la passe des Sablettes). Ce soldat du roi Alaric II vivait en ermite (état qui se traduit en latin par mandreas) et soignait bénévolement ceux qui venaient à lui. Comme le saint dont elle tire son nom, la presqu'île de Saint-Mandrier avait deux vocations : hospitalière et militaire. 

### La vocation hospitalière
C’est à partir du XIIe siècle que la presqu'île se développe. L'hôpital Saint-Louis fut construit dès 1669 par les bagnards de Toulon et restera opérationnel jusqu'en 1936. Il servait surtout aux équipages des navires en quarantaine et son éloignement de Toulon et des grands foyers de population permettaient d'éviter la propagation des épidémies. L'hôpital fut fermé en 1785. Pendant la Révolution l'hôpital servit, après le départ des Anglais et la prise de Toulon par les armées de Paris, essentiellement à l'accueil des blessés. Les conditions d'hygiène s'étant considérablement détériorées, la restauration reconstruisit entièrement l'hôpital et ajouta une chapelle. Cette dernière, construite par 600 bagnards entre 1825 et 1829, est un très bel exemple de l'art religieux provençal du début du XIXe siècle. Ce n'est qu'en 1936 que l'hôpital ferma ses portes, l'hôpital Sainte-Anne de Toulon ayant pris le relais après une campagne d'agrandissement.

### La vocation militaire
Avec l'émergence de Toulon comme port militaire, la presqu'île de Saint-Mandrier s'est très vite révélée une position stratégique de première importance, puisqu'elle bloque la rade et permet de contrôler l'accès au port. C'est en 1695 que furent construites un certain nombre de batteries afin de contrer une éventuelle menace anglaise sur Toulon. La France est alors en pleine guerre de la Ligue d'Augsbourg. Ces défenses servirent surtout pendant le siège de Toulon en 1707, lors de la guerre de Succession d'Espagne.
Napoléon, à défaut d'avoir une marine, fit construire de nombreux ouvrages de défense côtière sur le littoral atlantique comme sur le littoral méditerranéen. Parmi eux se trouvent les Tours Modèles, dont une seule fut élevée à Saint-Mandrier en 1812, sur le site de la Croix des Signaux. Après cette tentative d'établir un réseau de batteries standardisées, la monarchie de Juillet reprit le flambeau en édifiant des ouvrages de type 1846. C'est dans cet esprit qu'en 1850 fut construit le fort de la Croix des Signaux. L'œuvre fut prolongée par le Second Empire, de 1852 à 1860. 
La crise des fortifications consécutive à l'apparition de l'obus à la mélinite obligea à réadapter tout le système défensif. L'invention des armes chimiques à la fin du XIXe siècle, ainsi que l'augmentation de la puissance de feu, amena la construction de galeries souterraines pour se protéger. L'essor final eut lieu lors de l'entre-deux guerres. Les canons des forts furent alors remplacés par des tourelles doubles de 340 provenant des surplus de la marine. Ironiquement, ces canons ne furent utilisés que par les Allemands lors de l'occupation de la Provence, entre 1942 et 1944. 

### Saint-Mandrier et l'enseignement militaire
L'ultime métamorphose de la presqu'île commence en 1936 avec l'installation de l'École des mécaniciens chauffeurs et scaphandriers dans les locaux de l'hôpital Saint-Louis ainsi que l'école de maistrance machines.
L'école de Saint-Mandrier fonctionne normalement jusqu’en 1939. En octobre, par crainte d'une attaque italienne, les apprentis avec leurs instructeurs, ainsi que les élèves de maistrance, sont évacués sur l’école de Lorient. 
En juillet 1940 elle reprend son activité en accueillant les apprentis de Lorient. En novembre 1942, lors de l’occupation du sud de la France et du sabordage de la Flotte à Toulon, l’école est dissoute. Les bâtiments sont occupés par les marins allemands. Les élèves en instruction sont renvoyés chez eux. L’encadrement se replie sur la villa « Jeanne d’Arc » à Toulon (ex Foyer du marin catholique). Une partie part en congé d’armistice.
Les apprentis sont rappelés en 1943 et envoyés comme internes dans des écoles civiles, réparties dans diverses régions de France (Reims, Cahors, Aix,…) pour continuer leur instruction. Officiers, instructeurs et apprentis sont en tenue civile.
Un centre administratif Marine, implanté à Vals-les-Bains, en Ardèche, administre tout le personnel de l’École.
Les apprentis âgés de 18 ans signent un engagement et sont répartis entre :
- Les écoles civiles;
- Les camps de jeunesse;
- La Direction du Port de Toulon;
- Les marins pompiers de Marseille.

Lors du débarquement de Provence en août 1944, les bombardements touchent l’École. La reprise du recrutement s’organise. Les apprentis sont rappelés. Une partie embarque sur les bâtiments de l’escadre ou vont terminer leur formation de spécialité à l’école des mécaniciens de Casablanca.
La Marine reprend possession de l’école de Saint-Mandrier et entreprend la remise en état des locaux et la création d’un stade sur l’emplacement de l’ancien jardin botanique.
A Lorient l’école a été complètement détruite et sa réutilisation n’est plus envisagée.
Le 1er avril 1945 a lieu la réouverture de l’école avec un petit effectif d’apprentis mécaniciens, armuriers et torpilleurs. La durée des cours est fixée à 15 puis 18 mois. Elle sera portée à 24 mois en 1947. L’appellation officielle devient « École des apprentis mécaniciens de la Flotte » (EAMF).
Les cours de l’École de maistrance "section machines" reprennent en octobre 1945. Les cours de quartiers-maîtres supprimés en 1939 ne sont pas rouverts. Le cours du BS mécanicien ne reprendra qu’en 1946. Le cours de B.E. chauffeur est transféré sur la « Lorraine ». Les cours des quartiers-maîtres mécaniciens , d'une durée de 6 mois reprennent en 1953
Au milieu de la décennie 50 elle accueille pendant quelques années le cours de reconversion des chauffeurs en mécaniciens
En 1963, l'ensemble de ces écoles devient le Groupe des écoles de mécaniciens (GEM) assurant, à tous les échelons, la formation du personnel mécanicien du service général.
À partir de septembre 1970, les différentes promotions d'apprentis mécaniciens vont recevoir un nom de baptême, généralement un nom de bâtiment, et ce, jusqu'à la fermeture de l'école en 1989 par le chef d'état-major des armées, l'amiral Louseau.
| Date           | Promotion          | Date           | Promotion       |
| -------------- | ------------------ | -------------- | --------------- |
| Septembre 1970 | Jean Bart          | Septembre 1978 | Suffren         |
| Avril 1971     | Duguay Trouin      | Mars 1979      | Q.M. Anquetil   |
| Septembre 1971 | Forbin             | Octobre 1979   | Doris           |
| Avril 1972     | Cassard            | Avril 1980     | D'Estrées       |
| Septembre 1972 | La Bourdonnais     | Octobre 1980   | Georges Leygues |
| Mars 1973      | Tartu              | Mars 1981      | Béveziers       |
| Septembre 1973 | Guépratte          | Octobre 1981   | Colbert         |
| Mars 1974      | La Galissonnière   | Avril 1982     | Ouessant        |
| Septembre 1974 | Dupetit-Thouars    | Octobre 1982   | Montcalm        |
| Mars 1975      | Vauquelin          | Mai 1983       | Rubis           |
| Septembre 1975 | Duperré            | Octobre 1983   | P.M. L'Her      |
| Mars 1976      | D'Estienne d'Orves | Octobre 1984   | Agosta          |
| Septembre 1976 | Foch               | Octobre 1985   | Dupleix         |
| Mars 1977      | Drogou             | Octobre 1986   | Saphir          |
| Septembre 1977 | Clemenceau         | Octobre 1987   | Jean de Vienne  |
| Mars 1978      | Duquesne           | -              | -               |

En 1971 est inauguré le Centre d’instruction naval de Saint-Mandrier : CIN. Il fut le fruit d'une décision de regroupement des nombreuses écoles de la Marine dispersées jusqu'alors dans la région toulonnaise.
L’EAMF intègre en 1989 le Groupement des écoles énergie de la Marine GEEM et inclut la formation des officiers Énergie. Après 1991, la formation des électromécaniciens, spécialité qui a remplacé celle d’électricien, est assurée par le GEEM.
L’année 1993 voit la fusion entre le CIN et le GEEM. Enfin, en 2002, ce sont les électromécaniciens de sécurité qui rejoignent le CIN.
Le CIN s'étend sur 90 hectares répartis en deux sites reliés par un tunnel : au nord, le site Saint-Georges et au sud le site Cépet. La surface bâtie (45 bâtiments) représente 8 hectares et elle est desservie par 14 kilomètres de routes. Deux centres de restauration sont installés au CIN : le Bucentaure sur le site Saint-Georges (nord) et Cavalas sur le site Cépet (sud).
Le centre d'instruction naval de Saint-Mandrier (CIN Saint-Mandrier) est le plus grand centre d'instruction de la Marine. Il accueille en moyenne 1 400 élèves ou stagiaires par jour répartis en une soixantaine de classes. Le CIN, dont la mission principale est l'instruction, fonctionne grâce à une infrastructure, une logistique et de nombreux services. Plus de 1000 permanents travaillent quotidiennement pour le bon déroulement de l'instruction.

## Liste des commandants de l'École des mécaniciens, du GEM, et du GEMM entre 1934 et 1993
École de Lorient
| Grade - Nom    | Date début | Date fin   |
| -------------- | ---------- | ---------- |
| IMC 1 Mouly    | 24/03/1934 | 01/03/1938 |
| IMC 1 Cornet   | 01/03/1938 | 24/08/1939 |
| IMC 1 Scarrone | 09/06/1939 | 01/07/1940 |
| IMC 1 Mourroux | 01/09/1940 | 16/06/1941 |

Saint-Mandrier. École des apprentis mécaniciens de la Flotte
| Grade - Nom      | Date début | Date fin   |
| ---------------- | ---------- | ---------- |
| IMC 1 Le Floch   | 16/06/1941 | 01/04/1943 |
| IMC 1 Pen        | 01/04/1943 | 01/01/1945 |
| IMC 1 Cudennec   | 01/02/1945 | 19/071947  |
| IMC 1 Caillart   | 19/07/1947 | 08/06/1949 |
| IMC 1 Page       | 08/06/1949 | 21/02/1952 |
| IMC 1 Le Roux    | 21/02/1952 | 15/04/1953 |
| IMC 1 Minot      | 15/04/1953 | 08/09/1955 |
| IMC 1 Brisonnaud | 08/09/1955 | 23/07/1958 |
| IMC 1 Levert     | 23/07/1958 | 27/10/1961 |

- IMC1 : ingénieur mécanicien en chef de 1re classe ;

GEM (1963). Groupe des écoles de mécaniciens
| Grade - Nom   | Date début | Date fin   |
| ------------- | ---------- | ---------- |
| IMC 1 Vercors | 27/10/1961 | 11/11/1963 |
| IMC 1 Le Long | 11/11/1963 | 29/10/1965 |
| CV Franzone   | 29/10/1965 | 01/09/1967 |
| CV Lovy       | 01/09/1967 | 02/10/1969 |
| CV Fondecave  | 28/10/1969 | 28/02/1972 |
| CV Fascio     | 28/02/1972 | 22/07/1974 |
| CV Nachin     | 22/07/1974 | 26/01/1976 |
| CV Guibert    | 26/01/1976 | 10/11/1978 |
| CV Bougeois   | 10/11/1978 | 06/03/1980 |
| CV Chaillon   | 06/03/1980 | 14/04/1982 |
| CV Le Bihan   | 14/04/1982 | 02/04/1984 |
| CV Peillard   | 20/06/1984 | 25/07/1986 |

GEEM (1989). Groupement des écoles énergie de la Marine
| Grade - Nom | Date début | Date fin   |
| ----------- | ---------- | ---------- |
| CV Grieu    | 25/07/1986 | 22/07/1988 |
| CV Barbu    | 22/07/1988 | 04/05/1990 |
| CV Abadie   | 04/05/1990 | 1992       |
| CV Geeraert | 1992       | 1993       |

(CV : Capitaine de vaisseau)

## Liste des commandants du CIN de 1970 à 2013
Création du CIN
| Grade - Nom             | Date début | Date fin   |
| ----------------------- | ---------- | ---------- |
| CV Chossat de Montburon | 01/01/1970 | 04/03/1972 |
| CV Chaline              | 24/03/1972 | 15/03/1974 |

Centre d’Instruction navale en 1971
| Grade - Nom             | Date début | Date fin   |
| ----------------------- | ---------- | ---------- |
| CV Fatou                | 15/03/1974 | 22/09/1975 |
| CV Touzet du Vigier     | 22/09/1975 | 07/10/1977 |
| CV Caneau               | 07/10/1977 | 25/05/1979 |
| CV Vion                 | 25/05/1979 | 15/10/1981 |
| CV Hélies               | 15/10/1981 | 18/05/1984 |
| CV Reul                 | 18/05/1984 | 25/04/1986 |
| CV Le Hegarat           | 25/04/1986 | 25/06/1987 |
| CV Peyredieu du Charlat | 25/06/1987 | 29/03/1990 |
| CV Puis Cadeverre       | 29/03/1990 | 29/09/1993 |

Fusion du CIN et du GEEM - 1993
| Grade - Nom           | Date début | Date fin   |
| --------------------- | ---------- | ---------- |
| CV Geeraert           | 29/09/1993 | 13/10/1994 |
| CV Baudonière         | 13/10/1994 | 12/09/1997 |
| CV De Masson d’Autume | 12/09/1997 | 10/09/1999 |
| CV Jezegou            | 10/09/1999 | 20/07/2001 |
| CV Lechat             | 20/07/2001 | 23/07/2004 |
| CV Pancrasi           | 23/07/2004 | 27/11/2006 |
| CV Huc                | 27/11/2006 | 17/07/2007 |
| CV Cloup-Mandavialle  | 17/07/2007 | 12/07/2010 |
| CV Peillard           | 12/07/2010 | 16/07/2013 |
| CV Rémy               | 19/07/2013 | 14/09/2016 |

2015 le CIN devient le Pole Ecoles Méditerranée (PEM)
| Grade - Nom  | Date début | Date fin |
| ------------ | ---------- | -------- |
| CV Lenormand | 14/09/2016 |          |

## Le drapeau des apprentis mécaniciens de la flotte

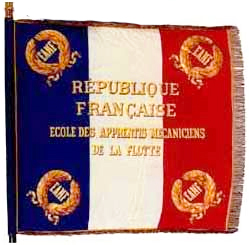
Drapeau de l'EAMF

Remis à l’École des apprentis mécaniciens de la Flotte (EAMF) le 25 janvier 1985, ce drapeau est l'un des « drapeaux en activité attribués à une unité constituée » existant dans la Marine. Quatre décorations sont épinglées à la cravate du drapeau rappelant les services éminents rendus à la France par les élèves de cette école :
- La croix de guerre 1914-1918 avec palme, reçue en 1922 avec citation à l'ordre de l'Armée;
- La croix de guerre 1939-1945 avec palme, reçue en 1953 pour récompenser la bravoure et la conduite des marins mécaniciens et armuriers pendant la Seconde Guerre mondiale;
- La croix de guerre des théâtres d'opérations extérieurs avec palme, reçue en 1955, dont la citation exalte l'esprit de devoir et de sacrifice des marins formés à l'EAMF.
- La croix de chevalier de la Légion d'honneur, remise en 1958 par le vice-amiral d'escadre Barjot.

En 1985, la promotion Dupleix fut la première promotion d'apprentis présentée à ce glorieux drapeau qui rappelle le courage et la volonté de servir la France de leurs aînés.

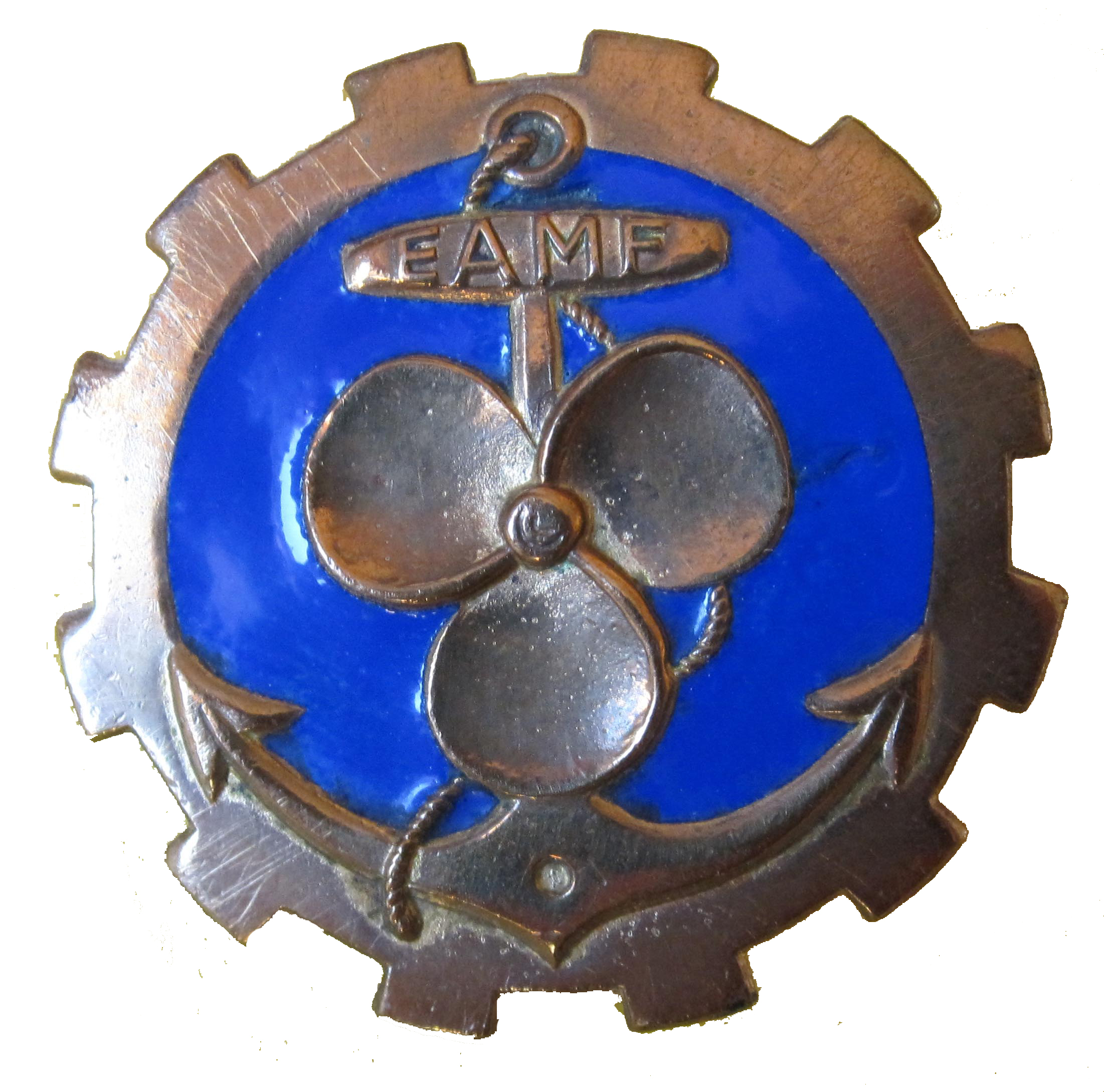
Insigne de l’EAMF
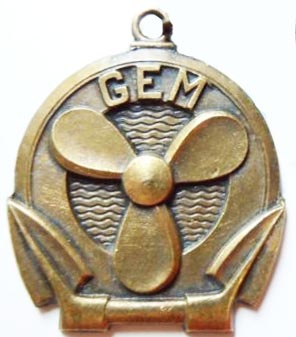
Insigne du Groupe des écoles de mécaniciens
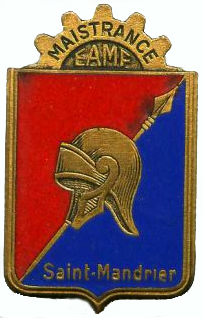
Insigne de l’École de maistrance "section machines"
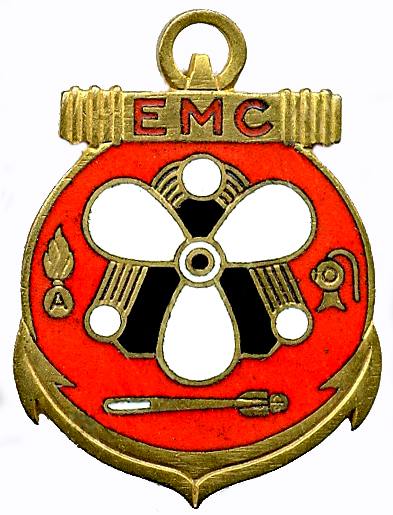
Insigne de l’École des mécaniciens chauffeurs
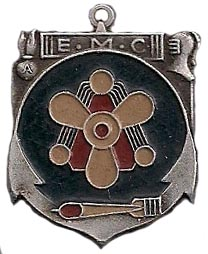
Insigne de l’École des mécaniciens chauffeurs